# William Stoddart
William Stoddart (Carstairs, Escócia, 25 de junho de 1925 – Windsor (Ontário), Canadá, 9 de novembro de 2023) foi um escritor britânico. Médico de formação, dedica-se aos escritos sobre o perenialismo desde meados do século XX.

## Biografia
Viveu e trabalhou como médico durante vários anos em Londres, depois como escritor, tradutor e editor no Canadá. 
Esteve na Índia, no Egito, no Marrocos, na Turquia, na Rússia, na Grécia, no Japão, em Portugal (na década de 1950) e no Brasil (na década de 1990 e em 2005), além de conhecer os países da Europa Ocidental. Nesses lugares, estudou a cultura religiosa dos países e manteve contatos com autoridades intelectuais e religiosas, com vistas a recolher material para seus livros.
Como tradutor, verteu do alemão e do francês para o inglês livros de Frithjof Schuon e Titus Burckhardt. Foi o responsável pela organização e edição da antologia The Essential Titus Burckhardt (EUA, 2003).
Em 2009, Stoddart publicou duas antologias que discutem temas contemporâneos. What do the religions say of each other (O que as religiões dizem umas das outras) e Invincible Wisdom (Sabedoria Invencível), ambas publicadas pela editora norte-americana Sophia Perennis.Em 2012, Stoddart lançou What does Islam mean in today's world? (O que o Islã representa no mundo de hoje?), onde expões sua visão sobre o lugar do Islã entre as grandes civilizações da humanidade e seu papel no mundo contemporâneo.
Seus livros mais recentes são Lembrar-se num Mundo de Esquecimento: reflexões sobre Tradição e pós-modernismo (Remembering in a World of Forgetting), coletânea de ensaios publicada nos Estados Unidos em 2008 e no Brasil em 2013, e O Poder do Esquerdismo e o Politicamente Correto (S. Paulo, 2021).
Foi considerado um "mestre da síntese" pela revista norte-americana Sophia, que destacou sua objetividade, universalidade e clareza. Por vários anos foi editor-assistente da revista britânica Studies in Comparative Religion.
Morreu no dia 9 de novembro de 2023 em Windsor aos 98 anos.

## Obra

### Em inglês
- Outline of Sufism: The Essentials of Islamic Spirituality (World Wisdom, 2013)
- What does Islam mean in today's world? (World Wisdom, 2012)
- Remembering in a World of Forgetting (World Wisdom, 2008)
- Invincible Wisdom (Sophia Perennis, 2007)
- Hinduism and Its Spiritual Masters (Fons Vitae, 2006)
- The Essential Titus Burckhardt: Reflections on Sacred Art, Faiths, and Civilizations (EUA, 2003)
- Outline of Buddhism (EUA, 1998)
- Outline of Hinduism (EUA, 1993)
- Religion of the Heart: Essays Presented to Frithjof Schuon on His Eightieth Birthday (EUA, 1991)
- Sufism – The Mystical Doctrines and Methods of Islam (EUA, 1986)
- Também foi editor da antologia The Essential Titus Burckhardt (EUA, 2004).

### Traduzida ao português
- O Poder do Esquerdismo e o Politicamente Correto (S. Paulo, 2021) ISBN 978-65-00-19688-7
- Lembrar-se num Mundo de Esquecimento: Reflexões sobre Tradição e pós-modernismo (São José dos Campos, 2013)
- O Hinduísmo (São Paulo, 2005) ISBN 978-85-62052-04-0
- O Budismo ao seu alcance (Rio de Janeiro, 2004)
- O Sufismo (Lisboa, 1989)

### Artigos e Prefácios
- Deixem que os muçulmanos cuidem de si (para a Folha de S.Paulo.)
- Rama Coomaraswamy: entre Perenialismo e Catolicismo
- Titus Burckhardt e a Escola Perenialista
- Religião, Ortodoxia e Intelecto
- Outros Islãs (para Folha de S.Paulo)
- O que é Misticismo?
- Prefácio a: Ordens Sufis no Islã: Iniciação às confrarias esotéricas muçulmanas no Irã xiita e no Mundo Sunita, de Mateus Soares de Azevedo (S. Paulo, Polar, 2020).